# بردنهم (باكينجهامشير)
بردنهم (بالإنجليزية: Bradenham, Buckinghamshire)‏ هي قرية وأبرشية مدنية تقع في المملكة المتحدة في إنجلترا. يقدر عدد سكانها بـ 722 نسمة .